# 北信越足球聯賽
北信越足球聯賽（北信越フットボールリーグ，Hokushinetsu Football League，縮寫是HFL）是日本地區足球聯賽，日本九大地區聯賽之一，覆蓋五個縣：福井縣、石川縣、富山縣、新潟縣、長野縣。隨著來自各都道府縣聯賽的球隊加入，它變成了一個兩部分的系統。

## 更多俱樂部
詳見日本足球俱樂部列表#北信越地區聯賽